# Cové
Cové este un oraș din departamentul Zou, Benin, împărțit în șapte arondismente: Adogbé, Gounli, Houin, Lainta, Naogon, Soli și Zogba.